# Alue
Alue (em armênio: Աղուէ; romaniz.: Ałuē), Alaes (Աղաէս, Ałaēs) ou Alasser (Աղասէր, Ałasēr), segundo a Geografia de Ananias de Siracena (século VII), foi um gavar (cantão) da província de Otena, no Reino da Armênia. Compreendia uma área de 590 quilômetros quadrados na região mais tarde chamada de Gulistão (cf. Melicado de Gulistão).